# Constant De Backker
Constant Stan De Backker, né à Vosselaar le 19 février 1928 et mort le 9 février 2010 à Turnhout, est un joueur de football international belge qui a joué d'abord comme attaquant avant de se repositionner comme défenseur latéral droit à la fin de sa carrière. Il est surtout connu pour les dix saisons qu'il passe au Royal Antwerp Football Club, avec lequel il remporte un titre de champion de Belgique et une Coupe de Belgique.

## Carrière
Natif de Vosselaar, Constant De Backker est un fervent supporter du club local, le VV Vosselaar, depuis sa plus tendre enfance. Il s'affilie à ce club durant la Seconde Guerre mondiale et intègre l'équipe première en 1944, âgé d'à peine seize ans. Bien que le club évolue encore dans les séries provinciales, il est remarqué par des recruteurs de l'Antwerp. En 1949, il rejoint le « Great Old », d'abord sur base d'un prêt, puis signe un transfert définitif en 1951.
Dès son arrivée au club, Constant De Backker s'impose comme un joueur important dans l'équipe et inscrit de nombreux buts. Avec Louis Verbruggen, il forme un duo d'attaque performant. À eux deux, ils jouent un rôle prépondérant dans la victoire en Coupe de Belgique 1954-1955, inscrivant trois des quatre buts de la finale remportée face au Waterschei THOR (deux pour Verbruggen, le dernier pour De Backker). Deux ans plus tard, le club décroche le titre de champion de Belgique, son quatrième et toujours actuellement le dernier en date. Cette saison, Constant De Backker est le meilleur buteur du club avec quatorze buts inscrits. Il découvre ensuite la Coupe des clubs champions, compétition dans laquelle il inscrit le seul but de ses couleurs face au Real Madrid. Il joue encore deux saisons à l'Antwerp puis rejoint l'Olympic de Charleroi en 1959, accompagné par ses équipiers Louis Verbruggen et Robert Maertens.
De Backker ne reste qu'un an dans le Hainaut puis revient dans la région anversoise, au KFC Turnhout, alors en Division 2. Il aide le club à remonter en première division en 1963. Le retour parmi l'élite ne dure qu'une saison et le joueur quitte le club en 1966 après une nouvelle relégation, qui renvoie Turnhout en Division 3.
Constant De Backker décide alors de continuer à jouer au niveau provincial. Il rejoint les rangs du VC Westerlo. Il aide le club à accéder pour la première fois de son histoire à la Promotion en 1968. Toujours emmené par De Backker, le club remporte le titre de champion dans sa série dès sa première saison, et échoue ensuite à trois points d'un nouveau titre, en Division 3 cette fois. Le club est toutefois relégué en 1971 et le joueur quitte l'équipe deux ans plus tard pour retourner au VV Vosselaar, son club d'origine. Il y preste deux saisons en deuxième provinciale puis part en 1975 pour le Turnhoutse SK Hand-In-Hand, où il met un terme à sa carrière en 1979.

## Palmarès
- 1 fois champion de Belgique en 1957 avec le Royal Antwerp Football Club.
- Vainqueur de la Coupe de Belgique en 1955 avec le Royal Antwerp Football Club.
- 1 fois champion de Belgique de Promotion en 1969 avec le VC Westerlo.

## Statistiques
| Saison                | Club                  | Championnat           | Championnat | Championnat | Coupe(s) nationale(s) | Coupe(s) nationale(s) | Compétition(s) continentale(s) | Compétition(s) continentale(s) | Compétition(s) continentale(s) | Total | Total |
| Saison                | Club                  | Division              | M.          | B.          | M.                    | B.                    | Comp.                          | M.                             | B.                             | M.    | B.    |
| 1949-1950             | R. Antwerp FC         | Division 1            | 23          | 9           | 0                     | 0                     | -                              | 0                              | 0                              | 23    | 9     |
| 1950-1951             | R. Antwerp FC         | Division 1            | 21          | 2           | 0                     | 0                     | -                              | 0                              | 0                              | 21    | 2     |
| 1951-1952             | R. Antwerp FC         | Division 1            | 30          | 14          | 0                     | 0                     | -                              | 0                              | 0                              | 30    | 14    |
| 1952-1953             | R. Antwerp FC         | Division 1            | 30          | 10          | 0                     | 0                     | -                              | 0                              | 0                              | 30    | 10    |
| 1953-1954             | R. Antwerp FC         | Division 1            | 27          | 6           | 0                     | 0                     | -                              | 0                              | 0                              | 27    | 6     |
| 1954-1955             | R. Antwerp FC         | Division 1            | 30          | 7           | 7                     | 4                     | -                              | 0                              | 0                              | 37    | 11    |
| 1955-1956             | R. Antwerp FC         | Division 1            | 21          | 4           | 5                     | 2                     | -                              | 0                              | 0                              | 26    | 6     |
| 1956-1957             | R. Antwerp FC         | Division 1            | 30          | 14          | 0                     | 0                     | -                              | 0                              | 0                              | 30    | 14    |
| 1957-1958             | R. Antwerp FC         | Division 1            | 28          | 13          | 0                     | 0                     | C1                             | 2                              | 1                              | 30    | 14    |
| 1958-1959             | R. Antwerp FC         | Division 1            | 17          | 5           | 0                     | 0                     | -                              | 0                              | 0                              | 17    | 5     |
| Total sur la carrière | Total sur la carrière | Total sur la carrière | 257         | 84          | 12                    | 6                     | -                              | 2                              | 1                              | 271   | 91    |